# ألبرت تي تشرتش
ألبرت تي تشرتش (بالإنجليزية: Albert T. Church) هو ضابط أمريكي، ولد في 1947 في نيوبورت في الولايات المتحدة.